# Історія освоєння Південного нафтогазоносного регіону України
Історія освоєння Південного нафтогазоносного регіону України

Південний нафтогазоносний регіон України

Надра півдня України здавна відомі як вмістилище природних вуглеводнів. Про це свідчать, зокрема, амфори з нафтою в могильниках Босфорського царства (4–2 тис. років до н. е.), знайдені на Керченському півострові.
Буріння перших неглибоких свердловин поблизу природних витоків нафти на Керченському півострові (1864 р.) значних результатів по дало, однак на окремих площах було створено невеликі нафтопромисли і проводився видобуток нафти.
У 20–х роках XX ст. під керівництвом А. Д. Архангельського виконуються науково–дослідні роботи по вивченню стратиграфії і тектоніки Керченського півострова, оцінці його нафтогазоносності.
У 1935—1937 рр. В. В. Колюбинською, Г. О. Личагіним, М. В. Муратовим узагальнено геологічний матеріал по всьому Кримському півострову і складено геологічну карту масштабу 1:100000. Визначено головні напрямки пошуково–розвідувальних робіт на нафту і газ на Керченському півострові і рекомендовані структури, перспективні у відкладах міоцену і майкопу (Борзівська, Малобабчицька, Керлсутська, Мошкарівська, Актаська). Бурові роботи проводив головним чином створений у 1933 р. трест «Кримнафтогаз». Видобуток нафти відновлений у 1921 р. на Чонгелецькій (Приозерній) та Мошкарівській площах. З 1933 р. Краснодарською геофізичною конторою розпочато електророзвідувальні дослідження на Керченському півострові (метод «спір»). Таким чином, роботи в той час концентрувалися тільки на Керченському півострові. Видобуток нафти (досить незначний) здійснювався лише на двох родовищах.
Із створенням у 1944 р, тресту «Кримнафтогазрозвідка» пов'язаний наступний етап вивчення і освоєння надр регіону. Він характерний нарощуванням обсягів пошуків, поступовим охопленням нових районів, включаючи Рівнинний Крим і Північне Причорномор'я, а також збільшенням стратиграфічного діапазону досліджуваних відкладів. У цей період розширюються комплексні геофізичні робота, що стають основою для нових геологічних побудов. За даними гравіметричної зйомки (1946—1952 рр.) складено зведену карту аномалій сили тяжіння масштабу 1:500000 для всього Рівнинного Криму (Н. В. Біркган). На ній виділені головні структурні елементи Криму (Тіовоселівське підняття, Сімферопольський виступ тощо). У Північному Присивашші (1957 р.) виявлено Каркінітський (Скадовський) мінімум сили тяжіння, що ототожнюється з однойменним грабеном Причорноморської западини. У 1947—1949 рр. проведена геомагнітна зйомка масштабу 1:200000 (А. Г. Курппіпов). Встановлено, що магнітне поле Рівнинного Криму за своїм характером різко відрізняється від магнітного поля Північного Присивашшя. За матеріалами електророзвідки методом БЕЗ на півночі Рівнинного Криму складено схематичнуструктурну карту масштабу 1:100000 по опорному електричному горизонту в покрівлі глинистих відкладів нижнього–середнього сармату. Значну роль у розвитку нафтогазопошукових робіт відіграли сейсмічні дослідження методом відбитих хвиль, які стали обов'язковою і достатньою підставою для постановки пошукового буріння па нафту і газ на локальних об'єктах.
У 1944—1960 рр. пошуки родовищ вуглеводнів поширюються на інші регіони Криму і Присивашшя, зростають їх стратиграфічний обсяг до відкладів нижньої крейди включно і глибинність буріння. Однак родовищ, які б мали промислове значення, виявлено не було. Лише на Керченському півострові збільшився фонд дрібних родовищ (Мисове, Малобабчицьке та ін.).
Перший фонтан газу в Рівнинному Криму одержано на Задорненській площі з утворень палеоцену в 1960 р. Згодом були відкриті Октябрське нафтове та Глібівське і Карлавське газові родовища (1961 р.). Протягом 60–х років геофізичними роботами виявлені пастки не лише в палеоценових, але і в майкопських відкладах. Глибоким бурінням відкрито ще ряд родовищ газу. Все це дозволило прокласти перші в Криму газопроводи (1966—1967 рр.) з Глібівського родовища на Євпаторію, Саки, Сімферополь, Бахчисарай та Севастополь. Пізніше були підключені інші газові родовища і вся система газопостачання Криму з'єднана з загальнореспубліканською (1976 р.).
Наприкінці 60–х — на початку 70–х років з'являються перші узагальнюючі роботи з геологічної будови Криму і Причорномор'я (М. Ф. Скопічепко, В. Л. Гуревич, М. Є. Чирвинська, В. Б. Соллогуб), які ґрунтувалися на геофізичних даних. Активну участь у дослідженні регіону, крім працівників тресту «Кримнафтогазрозвідка», брали співробітники науково–дослідних інститутів: ВНДГНі, ВНДІГаз, УкрНДГРІ, ІГАН України, ПТГК АН України. Розширюються лабораторні дослідження, тематичні роботи, зміцнюються допоміжні структури і матеріально–технічна база. Різко, майже, на порядок, збільшуються обсяги пошуково–розвідувального буріння та глибини свердловин. Зростає фронт геофізичних досліджень, що виконуються Дніпропетровською і Кримською експедиціями тресту «Днінрогеофізика», НДІГеофізика. Використовуються нові методи, впроваджується удосконалене обладнання. Характерними рисами сейсмічних робіт стали їх комплексність (МВХ, КМЗХ), збільшення глибини досліджень (3–5 км) та детальності розчленування розрізу. Це сприяло вивченню глибокозалягаючих комплексів порід.
Відкриття у 60–х роках ряду родовищ вуглеводнів у Рівнинному Криму спонукало до пошуків нафти і газу в прилеглих шельфах Чорного та Азовського морів. Геологічні прогнози, які базувалися на аналізі структурних та літолого–фаціальних умов нафтогазонагромадження в Рівнинному Криму та Присивашші, дозволили оптимістично оцінити надра цих акваторій.
На початок 70–х років на північно–західному шельфі Чорного моря сейсмічними дослідженнями було підготовлено ряд структур під глибоке буріння, і в 1975 р. на піднятті Голицина зі свердловини 7 отримано перший фонтан газу на Чорноморському шельфі України. Почався новий етап нафтогазопошукових робіт, на якому важливу роль відігравали дослідження в акваторіях. У 1976 р. одержано приплив газу з свердловини 1–Північно–Керченська в Азовському морі.
З 1970 по 1980 рік у північно–західній частині шельфу Чорного моря геофізичними методами було виявлено близько 40, а на шельфі Азовського моря — 20 перспективних структур. Створюється спеціалізована установа для пошуково–розвідувального буріння на шельфі Чорного моря (зараз ДВП «Чорноморнафтогаз»).
На сьогодні на Чорноморському шельфі вже відкрито сім, у тому числі чотири середніх, а на Азовському — сім газових та газоконденсатних родовища. Функціонує морський газопровід.
На терені Західного Причорномор'я починаючи з 1946 р. бурінням встановлені численні газопрояви. З 1946 по 1954 рік пошуками нафти і газу тут займалися різні організації — Молдавські нафторозвідувальна і геофізична експедиції, Молдавська контора розвідувального буріння, Українська геофізична експедиція, Українсько–Молдавська експедиція Московського філіалу ВНДГРІ. Завдяки цим дослідженням одержані перші уявлення про глибинну будову Дністровсько–Прутського межиріччя. Однак пошуки нафти і газу не дали позитивних результатів, і з 1954 р. їх припинено.
З 1963 р. відновлено систематичне вивчення Західного Причорномор'я геофізичними методами та бурінням. Зокрема, уточнено геологічну будову мезокайнозойських та верхньої частини палеозойських відкладів. Принципово важливим для стратегії пошуків вуглеводнів у Західному Причорномор'ї стало відкриття у 1983 р. Східно–Саратського нафтового родовища в карбонатних середньодевонських породах. Воно змінило думку багатьох дослідників про перспективність цього регіону. Пізніше виявлено Жовтоярське нафтове родовище та невеликі поклади на Білоліській та Сариярській площах.
У наш час територія суші півдня України покрита різними видами геофізичних зйомок неоднакового ступеня детальності. Проте недостатня достовірність підготовлених сейсморозвідкою об'єктів для пошукового буріння стала однією з головних причин низької результативності геологорозвідувальних робіт. Особливо це стосується юрського та палеозойського комплексів Західного Причорномор'я і нижньокрейдових утворень Криму.
Ступінь вивченості основних нафтогазоносних і перспективних комплексів регіону, з точки зору щільності сейсмічних досліджень МСГТ, у цілому характеризується невисокою достовірністю. В Північному Причорномор'ї деякі перспективні комплекси, зокрема нижньокрейдовий, досліджені незадовільно. Тут близько 15 років нафтопошукові роботи не проводяться.
Ступінь розбуреності основних нафтогазоносних та перспективних комплексів змінюється в досить широкому діапазоні. Слабо висвітлені бурінням глибоко– і залягаючі товщі порід — силурійсько–нижньокам'яновугільна та юрська в Переддобруджі, а також крейдова на Керченському півострові і в Північному Причорномор'ї. Показники розбуреності перших двох становлять 4,61 та 8,88 м/км2 відповідно. Недостатньо вивчені також юра Керченського півострова (2,02 м/км2), нижня крейда в Північному Причорномор'ї, на Керченському півострові та в Рівнинному Криму (0,66; 5,66 і 34,69 м/км2 — відповідно). Дещо краще досліджений верхньокрейдово–еоценовий комплекс у Рівнинному Криму (103,48 м/км2), значно гірше — на Керченському півострові і в Північному Причорномор'ї (4,70 і 2,67 м/км2 відповідно). Майкопський комплекс слабо вивчений бурінням у Північному Причорномор'ї (2,52 м/км2), відносно добре — на Керченському півострові (92,47 м/км2). В інших районах цей показник становить 18,55 м/км2.
У цілому по осадочному чохлу розбуреність півдня України характеризується так: Західне Причорномор'я — м/км2, або 109,5 км2/1 св., Рівнинний Крим — 60,3 м/км2, або 44,7 км2/1 св., Північне Причорномор'я — 2,5 м/км2, або 784,2 км2/1 св., та Керченський півострів — 88,5 м/км2, або км2/1 св. Вивченість глибоким бурінням південних областей України в цілому складає 35,1 м/км2, або км2/1св.
У межах морських акваторій України геофізичними дослідженнями охоплений весь осадочний чохол. Бурові роботи проводилися переважно на верхні горизонти: крейдові, палеогенові та неогенові. Ступінь їх вивченості у районах різний.
Вивченість основних нафтогазоносних і перспективних комплексів на шельфах характеризується невисокою достовірністю. Значно гірше досліджені континентальний схил та глибоководна западина. Тут підготовлених до глибокого буріння об'єктів поки що немає. Виділені на акваторіях України відбиті та умовні сейсмічні горизонти вважаються цільовими, оскільки приурочені до основних продуктивних та перспективних комплексів, на які проводяться нафтогазопошукові роботи. Однак рівень сейсмічних побудов не завжди достатньо високий, що впливає на достовірність уявлень про підготовлені об'єкти і є однією з головних причин негативних результатів.
Ступінь розбуреності основних комплексів у цілому залишається невисоким. Глибокозалягаючі товщі порід — силурійсько–нижньокам'яновугільна, пермсько–тріасова та юрська — бурінням не вивчалися. Глибокі свердловини поки що проводилися тільки у чотирьох районах: Чорноморсько–Північно–Кримському нафтогазоносному, Губкінсько–Іллічівському нафтоносному та Індольському нафтогазоносному (Азовське морс). Крейда у перших трьох характеризується дуже низькою розбуреністю: нижня — відповідно 0,03; 0,04 і 0,62 м/км2 і верхня — 0,97; 0,27 і 0,70 м/км2. Дещо краще вивчені товщі палеоцену (відповідно 2,67 і 0,16 м/км2), майкопу (2,04 і 0,33 м/км2) та неогену (6,09 і 0,40 м/км2) у Чорноморсько–Північно–Кримському та Губкінсько–Іллічівському районах. Розбуреність цих комплексів у Центральноазовському районі становить відповідно 1,44; 0,34 і 4,70 м/км2. В Індольському районі бурінням вивчалися поки що тільки неогенові утворення. Показник дуже низький (0,94 м/км2).
У цілому по осадочному чохлу розбурепість акваторій України у згаданих чотирьох районах характеризується таким чином: Чорноморсько–Північно–Кримський — 9,6 м/км2, або км2/1 св., Губкінсько–Іллічівський — 0,7 м/км2, або 3575,0 км2/1 св., Центральноазовський — 3,7 м/км2 або 500,0 км2/1 св., і Індольський — 0,9 м/км2, або 1725,0 км/1 св. Вивченість глибоким бурінням акваторій України низька– 2,2 м/км2, або км2/1 св. Поки що досліджувалися переважно відклади, що залягають до глибин 3 км. Розбуреність до 3 км зазначених районів відповідно становить: 529,0; 3575,0; 500,0 і 1725 км2/1 св. Свердловини глибше 3 км проводилися тільки у Чорноморсько–Північно– Кримському районі. Розвіданість ними становить 713,0 км2/1 св. Свердловини глибше 5 км на акваторіях поки що не бурилися.